# Championnat de Suisse de hockey sur glace 1921-1922
Saison précédente Saison suivante
La saison 1921-1922 est la 13e saison du championnat de Suisse de hockey sur glace.

## Championnat national

### Qualifications Est
Elles se jouent le 26 décembre 1921 :
- Akademischer EHC Zürich - HC Saint-Moritz 0-4
- Akademischer EHC Zürich - HC Davos 2-4
- HC Saint-Moritz - HC Davos 2-0

| Clt   | Équipe                  | PJ | V | D | N | BP | BC | Diff | Pts |
| ----- | ----------------------- | -- | - | - | - | -- | -- | ---- | --- |
| +001, | HC Saint-Moritz         | 2  | 2 | 0 | 0 | 6  | 0  | +6   | 4   |
| +002, | HC Davos                | 2  | 1 | 1 | 0 | 4  | 4  | 0    | 2   |
| +003, | Akademischer EHC Zürich | 2  | 0 | 2 | 0 | 2  | 8  | -6   | 0   |

- En gras : qualifié pour la finale

### Qualifications Ouest

#### Pré-qualifications
Elles se déroulent le 8 janvier 1922 :
- Servette HC - HC La Chaux-de-Fonds 7-1
- Genève HC - CP Lausanne 7-5

#### Demi-finales
Elles se déroulent le 8 janvier 1921, à Château-d'Œx :
- HC Château-d'Œx - Servette HC 8-0
- HC Rosey Gstaad - Genève HC 15-0

#### Finale romande
- HC Château-d'Œx - HC Rosey Gstaad 3-1

### Finale
Elle se dispute le 15 janvier 1922, à Engelberg :
- HC Saint-Mortiz - HC Rosey Gstaad 8-2

Le HC Saint-Moritz remporte son premier titre national.

## Championnat international suisse
Ne limitant pas le nombre de joueurs étrangers, ce championnat n'est pas pris en compte pour le palmarès actuel des champions de Suisse.

### Zone Ouest
Elle se dispute le 29 janvier 1922, à Gstaad :
- HC Château-d'Œx - Lausanne 13-0
- Lausanne - HC Rosey Gstaad 1-11
- HC Château-d'Œx - HC Rosey Gstaad 3-2

| Clt   | Équipe              | PJ | V | D | N | BP | BC | Diff | Pts |
| ----- | ------------------- | -- | - | - | - | -- | -- | ---- | --- |
| +001, | HC Château-d'Œx     | 2  | 2 | 0 | 0 | 16 | 2  | +14  | 4   |
| +002, | HC Rosey Gstaad (T) | 2  | 1 | 1 | 0 | 13 | 4  | +9   | 2   |
| +003, | Lausanne            | 2  | 0 | 2 | 0 | 1  | 24 | -23  | 0   |

- En gras : qualifié pour la finale

### Zone Est
Elle se dispute les 21 et 22 janvier 1922, à Davos.

#### Demi-finales
- HC Saint-Moritz - FC Zurich[1] 17-1
- HC Davos - Akademischer EHC Zürich 3-0

#### Finale Est
- HC Saint-Moritz - HC Davos 5-1

### Finale du championnat
Elle devait se disputer le 12 février 1922, à Gstaad :
- HC Château-d'Œx - HC Saint-Moritz 3-0 (forfait)